# Erbs
Erbs – polski herb szlachecki z nobilitacji, odmiana herbu Leliwa, nadany w Świętym Cesarstwie Rzymskim.

## Opis herbu
Opis z wykorzystaniem zasad blazonowania, zaproponowanych przez Alfreda Znamierowskiego:
W krzyż. W polach I i IV złotych skos czerwony, obarczony trzema srebrnymi kulami, w polach II i III błękitnych – nad półksiężycem złotym taka gwiazda sześcioramienna. Klejnot: Dwa skrzydła czarne z pasami czerwonymi i kulami, jak na tarczy. Labry: z prawej czarne, z lewej błękitne, podbite złotem.

## Najwcześniejsze wzmianki
Według Siebmachera Andrzej (Andreas) Erbs, polski pocztmistrz z Krakowa, miał otrzymać szlachectwo państwa rzymskiego w Wiedniu 1 lutego 1753 z przydomkiem von Grochowski. Rodzina miała zarzucić nazwisko Erbs i pisać się von Grochowski. Uruski wspomina jeszcze z tej rodziny Wojciecha, podpułkownika wojsk koronnych w 1761.

## Herbowni
Jedna rodzina herbownych:
Erbs, Erbs von Grochowski, von Grochowski.